# David Wilhelm
David Wilhelm (* 2. Oktober 1956 in Ohio) ist ein US-amerikanischer Venture-Kapitalist und Politikberater. Er ist Gründer und Präsident verschiedener Venture-Kapital-Unternehmen, die sich auf den ländlichen Raum spezialisiert haben. Ferner war er leitender Wahlkampfmanager bei Bill Clintons erster Wahl zum US-Präsidenten und 1993/1994 Vorsitzender des Democratic National Committee.
Wilhelm wurde als Sohn eines deutschen Einwanderers in der Appalachen-Region von Ohio geboren. Er studierte an der Ohio University und absolvierte seinen Masterstudiengang in Public Policy an der John F. Kennedy School of Government der Harvard University.
Sein erstes Venture-Kapital-Unternehmen Adena Ventures konzentriert sich auf ländliche Gegenden in den zentralen Appalachen. Sein zweites Unternehmen, Hopewell Ventures, ist im Mittleren Westen tätig, ebenfalls eine Region, in der es ansonsten nur wenig Risikokapital gibt. 
Bekannt wurde der überzeugte Christ als Wahlkampfmanager für Bill Clinton bei dessen Kandidatur zum US-Präsidentenamt 1992. Er war dort vor allem für die organisatorischen Belange der Kampagne zuständig, während sich James Carville, George Stephanopoulos, Eli Siegel und Mickey Kantor vor allem um die Außenkommunikation kümmerten.
Nach der erfolgreichen Wahl ernannte ihn Bill Clinton zum Vorsitzenden des Democratic National Committee; er wurde damit einer der jüngsten Parteivorsitzenden der US-Geschichte. Neben der Kampagne für Bill Clinton managte er auch noch die Wahlkämpfe der US-Senatoren Paul M. Simon und Joe Biden, des Gouverneurs von Illinois, Rod Blagojevich sowie des Bürgermeisters Richard M. Daley. Bei den US-Präsidentschaftswahlen 2004 war er der für Illinois zuständige Mann in der Kampagne von John Kerry und John Edwards.
Er gründete zwei Unternehmen zur Politikberatung in Chicago: Wilhelm & Conlon Public Strategies für Public Affairs und The Strategy Group, die sich auf die Unterstützung demokratischer Wahlkandidaten beschränkt. Von beiden hat er sich vollkommen getrennt.